# Jesse James meggyilkolása, a tettes a gyáva Robert Ford
A Jesse James meggyilkolása, a tettes a gyáva Robert Ford (eredeti cím: The Assassination of Jesse James by the Coward Robert Ford) 2007-ben bemutatott amerikai–kanadai westernfilm Ron Hansen 1983-ban megjelent azonos című regénye alapján, Andrew Dominik írásában és rendezésében. A főszerepben a producerként is közreműködő Brad Pitt, illetve az alakításáért Oscar– és Golden Globe-díjra jelölt Casey Affleck látható.
A film forgatása a Alberta tartománybeli Calgaryben, Edmontonban zajlott. Eredetileg 2006-os bemutatóra szánták, ám végül csak két évvel elkészülte után, 2007. szeptember 27-én került korlátozott számú kópián az amerikai mozikba. A magyar bemutató 2008. február 28-án volt.

## Szereplők
- Jesse James – Brad Pitt
- Robert Ford – Casey Affleck
- Charley Ford – Sam Rockwell
- Zee James – Mary-Louise Parker
- Frank James – Sam Shepard
- Dick Liddil – Paul Schneider
- Wood Hite – Jeremy Renner
- Dorothy Evans – Zooey Deschanel
- Henry Craig – Michael Parks
- Timberlake seriff – Ted Levine

## Cselekmény
Robert Ford egy a látszólag bizonytalan férfi, a körülötte lévők nem néznek ki belőle túl sok rátermettséget. A törvényen kívüli Jesse Jamest bálványozva nőtt fel; egy vonatrablás során csatlakozik James bandájához Missouriban. Az idő múlásával meglehetősen bonyolult szeretem-gyűlölöm kapcsolatot alakít ki a hírhedt férfivel, de továbbra is megőrzi a megszállottságig fokozott csodálatát vele szemben, ami sértődöttséggel és bizonyos szinten félelemmel párosul James viharos természete miatt. Azután, hogy a banda tagjai mind a maguk útjára indultak, Jesse James sorra felkeresi és megöli őket, terrorizálva hozzátartozóikat, mert meg van győződve róla, hogy el fogják árulni. Végül Robertet és fivérét, Charlie-t felkutatja a kormány, s megbízzák őket James kézrekerítésével.

## Háttér
2004 márciusában a Warner Bros. és a Plan B Entertainment megvásárolta Hansen könyvének megfilmesítési jogait. A rendezésre és a regény vászonra adaptálására Andrew Dominikot kérték fel, Jesse James szerepére pedig Brad Pittet szemelték ki. Robert Ford megszemélyesítőjét végül Casey Affleck és Shia LaBeouf közül választották ki; Affleck kapta meg a feladatot, mivel LaBeoufot túl fiatalnak érezték a szerepre. 2005 januárjára Pitt aláírt a filmhez; szerződésében kiköttette, hogy a stúdió nem változtathatja meg a film címét. A felvételek augusztus 5-én kezdődtek meg Calgaryben. A további forgatási helyszínek között találjuk Albertát, ezen belül a McKinnon síkságot, a Heritage Parkot, a Fairmont Pallaiser Hotelt, a Kananaskis területet, több magánbirtokot és a történelmi Ford Edmonton Parkot. A coloradói Creede városának újraépítése 1 millió dollárt emésztett fel. A forgatás 2005 decemberében fejeződött be.
A rendező eredetileg a „hírnév és hírhedtség sötét, elmélkedő vizsgálódásának” szánta a Jesse James meggyilkolását, Terrence Malick rendező stílusához hasonlóan, s ennek megfelelően vágta a filmet. A stúdió azonban ellenvetett Dominiknak, kevesebb merengést és több akciót szerettek volna, Clint Eastwood filmjeinek modorában. A produkció egyik változata több, mint három órás volt. Brad Pitt és Ridley Scott producerek és Michael Kahn vágó közösen dolgoztak a különböző verziók összerakásán, amik azonban nem kaptak elég erős értékelést a tesztközönségektől, ugyanakkor a negatív visszajelzések ellenére Pitt és Affleck játékát karrierjük egyik legjobbjának vélték.

## Fogadtatás
A film a kritikusok körében jó fogadtatásban részesült. A Rotten Tomatoes-on szereplő újságírói vélemények háromnegyede pozitív kicsengésű volt.
Richard Roeper az Ebert & Roeper tévéműsorban azt mondta, „Ha szereti az olyan klasszikus és stílusos hangulatú westerneket, mint a McCabe és Mrs. Miller és a The Long Riders, ez az ön filmje.” Peter Travers, a Rolling Stone-tól dicsérő szavakkal illette a film helyszíneinek részletgazdagságát és Roger Deakins operatőr munkáját.

### Jelentősebb díjak és jelölések
| Díj              | Kategória                      | Jelöltek      | Nyert-e? |
| ---------------- | ------------------------------ | ------------- | -------- |
| Oscar-díj        | legjobb mellékszereplő színész | Casey Affleck |          |
| Oscar-díj        | legjobb fényképezés            | Roger Deakins |          |
|                  |                                |               |          |
| Golden Globe-díj | legjobb mellékszereplő színész | Casey Affleck |          |

A film további tíz díjat nyert el különböző kritikusi és szakmai szervezetektől.